# Бендис, Брайан Майкл
Брайан Майкл Бендис (англ. Brian Michael Bendis, род. 18 августа 1967, Кливленд, Огайо, США) — американский писатель, сценарист, автор комиксов и бывший художник. Завоевал признание критиков своими работами для Image Comics, Marvel Comics, а также самиздатом, является лауреатом пяти премий Уилла Айснера.
Начав с комиксов криминального жанра и нуар-изданий, Бендис в конце концов добрался до супергеройской тематики, в которой и работает до сих пор. Вместе с Биллом Джемасом и Марком Милларом он был создателем Ultimate-вселенной Marvel, в рамках которой запустил серию Ultimate Spider-Man в 2001 году и по-прежнему работает в качестве её сценариста. Возобновил выпуск комиксов о Мстителях, создав команду Новые Мстители и одноимённую серию комиксов в 2004 году, а также написал несколько важных событий во вселенной Marvel, таких, как кроссоверы The House of M, Secret War, Secret Invasion и Siege. Кроме работ над комиксами, отметился в некоторых анимационных телесериалах и видеоиграх. Преподаёт курс по написанию графических романов в Университете штата в Портленде.

## Карьера
В начале своей карьеры Бендис работал в издательстве Caliber, которое покинул в 1996 году. В 1997 году он получил работу в Image Comics, под эгидой которого опубликовал свою работу Jinx. После её выпуска Бендиса заметил Тодд Макфарлейн, вместе с которым он позже написал Sam and Twitch, который является частью вселенной комиксов о Спауне. Бендис написал 20 выпусков Sam and Twitch, а также поработал над спин-оффом серии — Hellspawn, который принёс ему значительную известность.
В конце 1990-х Джо Кесада пригласил Бендиса в издательство Marvel Comics для участия в работе над серией Marvel Knights, которая планировалась отдельно, но позже вошла в серию комиксов о Нике Фьюри. Позже по рекомендации Кесады президент Marvel Comics Билл Джемас нанял Бендиса для написания серии Ultimate Spider-Man, которая дебютировала в 2000 году. Впоследствии серия стала бестселлером и побила продажи нескольких основных серий Marvel, в том числе классическую Amazing Spider-Man. Партнёрство Бендиса и Бэгли в работе над серией стало одним из самых длинных в истории американских комиксов. Позже Бендис продолжил писать комиксы серии Ultimate и после успеха Человека-паука выпустил ещё Ultimate Fantastic Four, Ultimate X-Men, Ultimate Origin и Ultimate Six. В 2001 году Бендис вместе с Кесадой работал над комиксами о Сорвиголове. Он придумал нового персонажа во вселенной Marvel, Джессику Джонс, частного детектива со сверхспособностями. В 2004 году Бендис стал автором сюжета «Распад Мстителей» в рамках серии комиксов Avengers, в которой команда Мстители была распущена и на некоторое время перестала существовать. Это привело к созданию новой версии команды, известной как Новые Мстители, автором которой выступил Бендис совместно с Дэвидом Финчем. В период с 2005 по 2009 год Бендис приложил руку к созданию нескольких кроссоверов Marvel, таких как The House of M, Secret War, Dark Reign и Secret Invasion. После выхода кроссовера Civil War Бендис в 2007 году вместе с Фрэнком Чо ввёл ещё одну команду — Могучие Мстители, а в 2009 году — серию о Женщине-паук.
В настоящее время Бендис является постоянным сценаристом двух продолжающихся серий о Мстителях и Новых Мстителях, обновлённых в рамках кроссовера Эра героев, который выходит по настоящее время. В 2010 году он выпустил графический роман Takio, а в 2011 планирует подготовить к выпуску серию комиксов Moon Knight совместно с художником Алексом Малеевым, где одним из персонажей будет Сорвиголова.

## Награды

### Победы
- 1999 Eisner Award как «Лучший талант, заслуживающий широкого признания»[11]
- 2001 Eisner Award за «Лучшую новую серию» (за Powers вместе с Майклом Омингом)[12]
- 2002 Eisner Award как «Лучший писатель» (за Powers, Alias, Daredevil и Ultimate Spider-Man[13]
- 2003 Eisner Award как «Лучший писатель» (за Powers, Alias, Daredevil и Ultimate Spider-Man)[14]
- 2003 Eisner Award за «Лучшую продолжающуюся серию» (за Daredevil вместе с Алекс Малеев)[14]
- 2000 Wizard Magazine как «Лучший писатель года»[15]
- 2001 Wizard Magazine как «Лучший писатель года»[16]
- 2002 Wizard Magazine как «Лучший писатель года»[17]
- 2003 Wizard Magazine как «Писатель года»[18]
- 2002 Comics Buyer’s Guide как «Лучший писатель года»[19]
- 2003 Comics Buyer’s Guide как «Писатель года»[20]
- 2004 Comics Buyer’s Guide как «Писатель года»[21]
- 2005 E3’s People’s Choice Award (за Ultimate Spider-Man)[22]
- 2010 Inkpot Award[23]

### Номинации
- 2001 Eisner Award за «Лучшую ограниченную серию» (за Fortune & Glory)[12]
- 2001 Eisner Award за «Лучшую публикацию в жанре юмор» (за Fortune & Glory)[12]
- 2001 Eisner Award как «Лучший писатель» (за Powers, Fortune & Glory и Ultimate Spider-Man)[12]
- 2003 Eisner Award за «Лучшую сериализованную историю» (вместе с Алекс Малеев за сюжет «Out» в выпусках Daredevil #32-37)[14]

## Избранная библиография
| - Fire - Fortune and Glory - A.K.A. Goldfish - Jinx - Powers - Parts of a Whole - Torso - Scarlet - Hellspawn - Sam and Twitch - Alias #1-28 - Avengers vol. 3 #500—503, Finale - Avengers vol. 4 #1—11 - Daredevil vol. 2 #16—19, 26—50, 56—81 - Daredevil: Ninja #1—3 - Dark Avengers #1—6, 9—16 - Elektra vol. 2 #1—6 - Halo: Uprising #1—4 - The House of M #1—8 - Mighty Avengers #1—20 - New Avengers vol. 1 #1—64, Finale - New Avengers vol. 2 #1-current - New Avengers: Illuminati #1—5 - The Pulse #1—14 | - Secret Invasion #1—8 - Secret War #1—5 - Secret Warriors #1—6 (with Jonathan Hickman) - Siege #1—4 - Spider-Men - Spider-Woman: Origin #1—6 (with Brian Reed) - Spider-Woman Vol. 4 #1—7 - Ultimate Comics: Doom #1—4 - Ultimate Comics: Enemy #1—4 - Ultimate Comics: Mystery #1—4 - Ultimate Comics: Spider-Man (Vol. 1) #1—15, #150—160 - Ultimate Comics: Spider-Man (Vol. 2) #1-present - Ultimate Fallout #1—6 - Ultimate Fantastic Four #1—6 - Ultimate Marvel Team-Up #1—16 - Ultimate Origins #1—5 - Ultimate Power #1—3 - Ultimate Six #1—7 - Ultimate Spider-Man #1—133, #1/2 - Ultimate Spider-Man Annual #1—3 - Ultimate Spider-Man Requiem #1—2 - Ultimate Spider-Man Super Special - Ultimate X-Men #34—45 - Ultimate Origins #1—5 - «Citizen Wayne» в выпуске Batman Chronicles #21 |